# Iseropus stercorator
Iseropus stercorator är en stekelart som först beskrevs av Fabricius 1793.  Iseropus stercorator ingår i släktet Iseropus och familjen brokparasitsteklar. Arten är reproducerande i Sverige.

## Underarter
Arten delas in i följande underarter:
- I. s. orgyiae
- I. s. rubrofascialis